# هنا (ترانه)
«هِنا» (به انگلیسی: Henna) ترانه‌ای در سبک پاپ به خوانندگی کامرون کارتیو و خالد است که در سال ۲۰۰۵ منتشر شد. این ترانه توسط Alex P به همراه اشعاری از خالد به زبان عربی و کامرون کارتیو به زبان فارسی ساخته شده‌است.
این آهنگ از اولین آلبوم کامرون کارتیو با عنوان بدون مرز بود. همکاری خالد با کامرون پس از جدایی او از دوست دخترش که از طرفداران سرسخت خالد بود صورت گرفت، بنابراین کارتیو که در آن زمان یک هنرمند مشتاق و نسبتاً ناشناخته بود، اشعار را در زبان خود نوشت و آنها را برای خالد فرستاد، و او موافقت کرد که بخش‌های خود را به عنوان ادای احترام به دوست دختر سابق کارتیو به ترانه اضافه کند.
این آهنگ در سونی بی‌ام‌جی و گروه موسیقی یونیورسال و برای کشورهای عربی در EMI Arabia منتشر شد. که علاوه بر محبوبیت در سوئد و در سراسر ایران، به دلیل مشارکت خالد در کشورهای جهان عرب نیز بسیار محبوب شد.

## لیست آهنگ‌ها
نسخه اصلی انتشار یافته در سوئد ۲۰۰۵
1. هنا (۳:۱۲)
2. هنا (تمدید شده) (۳:۵۱)

انتشار در سال ۲۰۰۶ در سوئد
1. هنا (نسخه اسپانیایی) با حضور خالد (۳:۱۲)
2. هنا (نسخه دری) با حضور خالد (۳:۱۲)

## نسخه اسپانیایی
همانند ترانه قبلی کارتیو یعنی روما، نسخه اسپانیایی این ترانه هم منتشر شد، با این تفاوت که اشعار کامرون به زبان اسپانیایی تغییر کرد.
در کنار این ترانه موزیک ویدیویی با اشعار اسپانیایی توسط الک کارتیو منتشر شد. علاوه بر این نسخه جدید اسپانیایی دارای چهار ترانه بود که شامل همین ترانه به زبان اسپانیایی، نسخه اصلی و دو ریمیکس از Ferrero بود.
لیست آهنگ‌های انتشار یافته در اسپانیا
1. هنا (Extended Spanish Version) با حضور خالد (۳:۵۱)
2. هنا (Ferrero Single Remix) با حضور خالد (۳:۴۳)
3. هنا (Original Version) با حضور خالد (۳:۱۳)
4. هنا (Ferrero Extended Remix) با حضور خالد (۴:۱۰)

## در فرهنگ عامه
کارتیو و خالد برای اجرای این ترانه در مسابقات قهرمانی دو و میدانی اروپا در سال ۲۰۰۶ که در اوت ۲۰۰۶ در گوتنبرگ سوئد برگزار شد دعوت شدند. آنها این آهنگ را به صورت زنده در مراسم افتتاحیه بازی‌ها در ۷ اوت ۲۰۰۶ اجرا کردند، همچنین این اجرا از طریق ایستگاه تلویزیونی سوئد SVT به صورت زنده و بین‌المللی پخش شد.